# Цивільно-військове співробітництво
Цивільно-військове співробітництво — співробітництво, яке забезпечує проведення миротворчих заходів в ході локальних конфліктів, війн.
«У будь-якому випадку, проведення миротворчих заходів вимагає цивільного компоненту у системі управління, ефективного цивільно-військового співробітництва. Це є головним висновком з аналізу дій багатонаціональних сил у минулому, зокрема в Боснії, і буде одним з ключових уроків для майбутнього» — сказав Карл Білдт, керівник Місії ООН у Боснії і Герцеговині (травень 1996 року).

## Історія створення і розвитку структур цивільно-військового співробітництва
Необхідність створення структур цивільно-військового співробітництва в органах військового управління збройних сил країн НАТО виникла у другій половині 80-х років ХХ століття у зв'язку з численними міжетнічними конфліктами на територіях країн Південної та Східної Європи, для врегулювання яких залучалися міжнародні миротворчі контингенти.
З урахуванням досвіду операцій на території колишньої Югославії, військові аналітики НАТО дійшли висновку, що застосування військової сили, власне, вже не є вирішальним фактором для досягнення кінцевої мети. Наявні виклики і загрози потребують постійного моніторингу цивільного середовища, всебічного вивчення і прогнозування впливу громадянського суспільства на дії військових багатонаціональних сил. Саме це забезпечує ефективне проведення заходів цивільно-військового співробітництва під час застосування міжнародних миротворчих контингентів.

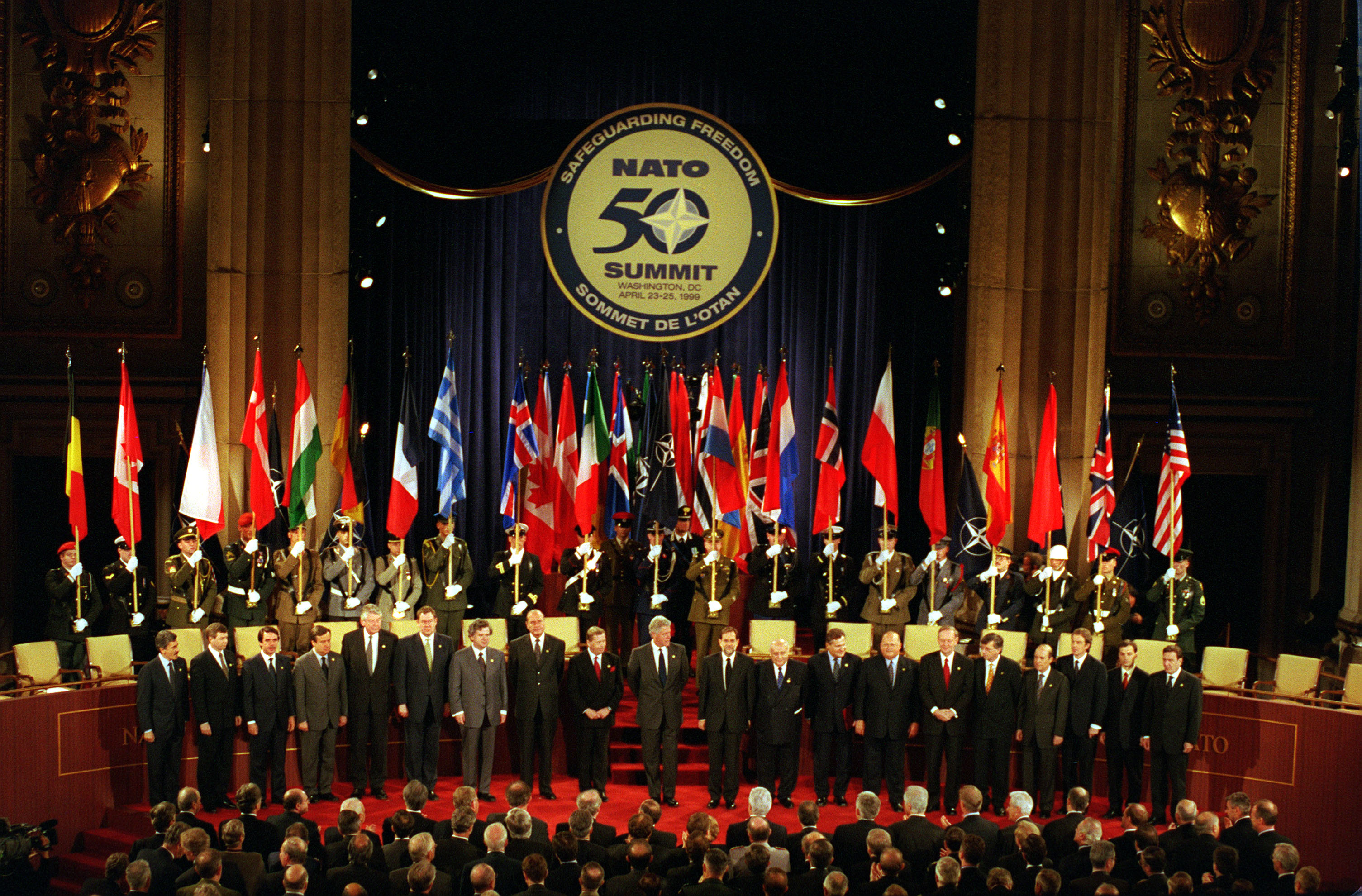
Вашингтонський саміт, 1999 року

Зокрема, у Стратегічній концепції НАТО, прийнятій на Вашингтонському саміті 23 — 25 квітня 1999 року, зазначено: «Взаємодія між об'єднаними збройними силами і цивільним оточенням (включаючи урядові і неурядові організації) в операційній зоні є провідною умовою успіху операцій».
Військово-політичним керівництвом Північноатлантичного альянсу приділяється значна увага розробці нормативно-правової бази та відпрацюванню завдань, що покладені на органи цивільно-військового співробітництва (CIVIL-MILITARY CO-OPERATION — CIMIC) як під час проведення миротворчих операцій, так і в ході міжнародних військових навчань, у тому числі із залученням країн — партнерів НАТО. Зокрема, під час проведення міжнародних навчань серії «Кооператив партнер» дії CIMIC відпрацьовувались у повному обсязі у 2002 році (Констанца, Румунія). А в 2003 році в Одесі — вперше на території нашої держави із залученням особового складу Збройних Сил України. З 2003 року комплекс питань цивільно-військового співробітництва опрацьовується під час активацій з'єднання BLACKSEAFOR.
Повною мірою зміну підходів НАТО у галузі цивільно-військового співробітництва уособлює Доктрина цивільно-військового співробітництва (документ AJP-09 NATO CIVIL-MILITARY CO-OPERATION (CIMIC) DOCTRINE, що прийнята у червні 2003 року). Цивільно-військове співробітництво визначено тут як «координація і взаємодія між командуванням НАТО і цивільними учасниками конфлікту (населенням зони конфлікту, органами влади, міжнародними, національними і неурядовими організаціями та агенціями) з метою забезпечення виконання силами поставлених завдань».
Метою CIMIC є встановлення та підтримка максимально повного співробітництва цивільного населення і установ з військовими структурами в межах зони конфлікту для створення найбільших моральних, матеріальних і тактичних переваг над противником при розв'язанні кризової ситуації.
При цьому наголошується, що значна частина завдань може бути вирішена без застосування військової сили або загрози силою, за рахунок узгодження дій військового командування з цивільним населенням. Такий спосіб є найбільш дієвим у сучасних умовах, коли фактори міжнародного гуманітарного права і поваги до цивільного населення відіграють вирішальну роль і накладають суттєві обмеження на способи застосування військ.

## Основна мета і завдання цивільно-військового співробітництва
Система діяльності структур цивільно-військового співробітництва ґрунтується на 10 основних принципах:
1. Пріоритет місії. Досягнення успіху військової місії має пріоритет у всіх випадках. Посадові особи структур цивільно-військового співробітництва повинні бути готові до виконання обов'язків в умовах інтенсивного психологічного впливу факторів воєнних дій та можливих жертв серед цивільного населення. Водночас, цілком зрозуміла готовність людей максимально полегшити страждання оточуючих не може бути фактором, який стане на заваді досягненню мети місії.
2. Організація управління. Керівництво цивільно-військовими відносинами — прямий обов'язок командувачів (командирів) військових контингентів на всіх рівнях. Вони повинні у повному обсязі володіти обстановкою та знати обов'язки структур СІМІС і способи їх ефективного застосування.
3. Ефективне використання ресурсів. Заходи цивільно-військового співробітництва в більшості випадків здійснюються в умовах, коли цивільне населення потерпає через руйнування інфраструктури і відсутності необхідних товарів і послуг. Водночас, командувачі (командири) військових контингентів зобов'язані забезпечити раціональне використання наявних ресурсів з метою збереження спроможності сил виконувати завдання за призначенням.
4. Концентрація зусиль. Необхідно забезпечити концентрацію ресурсів, доступних для використання в інтересах СІМІС, таким чином, щоб досягти максимального впливу на цивільне населення, забезпечити позитивне сприйняття ним дій військових формувань.
5. Забезпечення зацікавленості цивільних організацій. Цивільні організації, в більшості випадків, не мають бажання співпрацювати з військовими. Тому останні повинні мати ресурси для реального сприяння цивільним організаціям у досягненні мети їх діяльності у зоні конфлікту. Саме на цій основі ґрунтується дієвість взаємодії. Зазвичай це трудові ресурси, обладнання, військовий захист та інформація.
6. Спільні цілі. Ефективним способом формування стійких цивільно-військових відносин є усвідомлення та взаємне визнання спільних цілей обох сторін. Командувачі (командири) військових контингентів повинні планувати та здійснювати застосування військ з урахуванням досягнутих домовленостей з цивільними організаціями.
7. Взаємна довіра і злагода. Тиск у галузі цивільно-військового співробітництва може призвести до досягнення лише тимчасового успіху. Однак загальна результативність таких відносин є низькою. Командувачі повинні бути готовими витрачати час та енергію на забезпечення взаємодії з цивільними учасниками на бажаному рівні.
8. Гуманізм. Людські страждання, пов'язані із застосуванням військової сили, повинні бути обмежені і полегшені у всіх можливих випадках. Гідність і права людей повинні поважатися і захищатися в межах міжнародного правового поля.
9. Прозорість відносин. Життєво необхідна, оскільки вона забезпечує довіру і взаєморозуміння сторін.
10. Зв'язок. Більшість цивільних організацій переслідують власні цілі і пріоритети в зоні конфлікту, які не завжди збігаються з цілями військового командування. Забезпечення постійного зв'язку між сторонами є важливим чинником усвідомлення того, що незалежність в діях і співробітництво не виключають, а навпаки, доповнюють одне одного.
Основними завданнями структурних підрозділів цивільно-військового співробітництва в мирний час є:
1) Аналіз обстановки, створення інформаційної бази про діяльність органів влади, міжнародних, неурядових, громадських організацій у зонах інтересів НАТО;
2) Координація взаємодії органів військового управління з невійськовими структурами.
До початку миротворчої операції метою структур СІМІС є підготовка військового контингенту до виконання завдань в умовах цивільного оточення у зоні конфлікту.
```
            
Зазначена мета реалізується виконанням наступних завдань
```

| Мета         | Зміст |
| ------------ | --- |
| Планування   | Органи СІМІС складають відповідний план, який ґрунтується на детальному моніторингу цивільного середовища і передбачає заходи забезпечення дій сил;  |
| Рекомендації | Підрозділи СІМІС повинні прогнозувати і надавати рекомендації командуванню стосовно взаємного впливу дій цивільних і військових учасників конфлікту; |
| Інформування | Підрозділи СІМІС відповідають за підготовку інформації для військового керівництва стосовно змін ситуації, що складається в цивільному середовищі.   |

В ході миротворчої операції головними завданнями структур СІМІС є:
1. Організація та здійснення взаємодії з усіма зацікавленими організаціями і цивільним населенням на контрольованій миротворчим контингентом території (у формах нарад, конференцій, «круглих столів», зустрічей з керівниками організацій, проведення інших спільних заходів, організація їх висвітлення у ЗМІ);
2. Координація взаємодії військового командування і гуманітарних організацій у наданні допомоги населенню, що потерпає внаслідок військового конфлікту, стихійного лиха, дій терористичних угруповань тощо.
На транзитному (перехідному) етапі — по завершенню активної фази застосування сил до виведення миротворчого контингенту СІМІС спрямовує зусилля на організації передачі функцій управління від військової до цивільної влади. СІМІС повинен гарантувати, що цей процес відбуватиметься з найменшими руйнуваннями цивільного життя.
Це завдання реалізується у дві фази:
1. Пом'якшення стосунків (між органами військового управління та цивільною владою, неурядовими та громадськими організаціями, цивільним населенням в цілому).
2. Завершення операції (створення передумов для стабільного функціонування цивільної влади, громадянського суспільства, забезпечення сприятливого ставлення влади і цивільного населення до миротворчого контингенту).
Таким чином, у керівництві НАТО сформоване чітке розуміння необхідності цивільно-військового співробітництва в ході миротворчих операцій силами спеціально створених структурних підрозділів, які є невід'ємною частиноюбудь-якого штабу рівня від з'єднання (як постійного, так і тимчасово створеного для виконання завдань конкретної операції) і вище. Продовжується напрацювання нормативно-правової бази, вдосконалення організаційно-штатної структури органів цивільно-військового співробітництва.
За час існування підрозділи СІМІС вже довели свою ефективність при їх застосуванні у миротворчих операціях і набули унікального досвіду, який, безумовно, заслуговує на увагу в процесі реформування та розвитку Збройних Сил України, при підготовці миротворчих контингентів, з урахуванням обраного нашою країною курсу на євроатлантичну інтеграцію, посилення гуманітарної складової у Збройних Силах, удосконалення системи демократичного цивільного контролю над воєнною організацією держави.